# موتوكو أراي
موتوكو أراي (من مواليد 8 أغسطس 1960 في نيريما، طوكيو)، هي عالمة خيال علمي وكاتبة خيال يابانية. تلقت جائزة في عام 1977 عن روايتها الأولى عندما كانت في المدرسة الثانوية. في عام 1981 و1982 حصلت على جائزة سيم عن القصة القصيرة. تخرجت من جامعة ريكيو في عام 1983. كما تم تصوير أعمالها في أفلام.

## روابط خارجية
- SFWJ
- Motoko Arai in موسوعة الخيال العلمي  [لغات أخرى]‏
- Motoko Arai  على قاعدة بيانات الخيال التأملي على الإنترنت
- موتوكو أراي على موقع IMDb (الإنجليزية)
- موتوكو أراي على موقع قاعدة بيانات الفيلم (الإنجليزية)

- موتوكو أراي  على قاعدة بيانات الخيال التأملي على الإنترنت